# Moviment Laic i Progressista
El Moviment Laic i Progressista (MLP) és una associació constituïda com coordinadora dins la llei d'associacions, de funcionament federal que reuneix més de 170 entitats, i promou el lliurepensament i la racionalitat en la seva tasca  educativa i social. Es defineix com una eina per a una transformació en profunditat de la societat en base de l'ideari laic i progressista; en el terreny de l'acció política i social, reivindica la salvaguarda de la dignitat humana i l'autodeterminació personal.

## Història
L'any 1982 un grup de vint esplais de l'àrea de Barcelona i Badalona sorgits de l'àmbit catòlic creen la primera entitat laica del món dels esplais (Esplais Catalans, Esplac), una entitat aconfessional que serà l'origen de l'Esplac. Per una altra banda, l'any 1987 un grup de persones de diversa procedència ideològica de l'esquerra creen a Barcelona la Fundació Ferrer i Guàrdia que es presenta com un nucli impulsor del lliurepensament i de les idees pedagògiques de l'Escola Moderna.
L'any 1990 Esplac i la Fundació Ferrer i Guàrdia es plantegen la creació d'una escola de formació de quadres. Es realitza un seminari que dura dos anys amb el nom de "projecte Sol 1" per trobar els valors que han d'inspirar la formació d'aquesta nova escola. L'any 1992 les dues entitats funden l'Escola Lliure El Sol i formulen l'ideari del Moviment Laic i Progressista.
L'any 1992 es funda la Cooperativa Entorn. És la suma d'AREC una cooperativa sorgida anys abans entorn dels esplais de Badalona i d'Esplash, la cooperativa creada per Esplac. La fusió d'aquestes dues entitats i la incorporació d'altres entitats i cooperatives donen lloc al que coneixem avui com Entorn, sccl. L'any 1995 un grup de persones amb llarga tradició ecologista creen la Fundació Terra, que centra el seu treball en la recerca i actuació sobre els temes mediambientals. L'any 1997 entren a formar part del Moviment Laic i Progressista. L'any 1996, deu grups i casals de joves que formen la branca juvenil d'Esplais Catalans —Esplac jove— creen l'Associació de Casals i Grups de Joves de Catalunya. A partir de l'any 1994 a poc a poc totes les entitats de l'MLP s'instal·len en la nova seu d'Avinyó, 44. Existeix una coordinació provisional per resoldre aspectes comuns i l'any 1996 es crea primer l'“escala de veïns” i després el Comitè d'Acció Laica (CAL). L'any 1999 la trobada de l'MLP —que s'inicia de forma informal a Sitges l'any 1993— encomana al CAL una proposta d'institucionalització de l'MLP. La proposta s'aprova l'any 2000 a Castelldefels i pel conjunt d'entitats. S'estableix un Presidium format per les presidències de les sis entitats, aquests nomenen una presidència i una secretaria general.
L'any 2001 dues entitats escoltes catalanes decideixen fusionar-se i crear Acció Escolta de Catalunya. Una organització amb prop de vint agrupaments escoltes situats principalment a l'àrea metropolitana de Barcelona. L'any 2003 en el seu 1r Congrés a Vilanova i la Geltrú acorden acostar-se al Moviment Laic i Progressista. Es fa un debat tan 
interessant com històric a l'MLP sobre el model de creixement i adhesió de noves organitzacions i la idoneïtat de fer cohabitar dos moviments d'educació infantil amb mètodes diferenciats (esplai i escoltisme). El mateix any s'uneix a la Taula d'entitats del Tercer Sector Social de Catalunya. A la trobada de l'MLP al juny de 2005 s'aprova la seva entrada com a membres de ple dret. La possibilitat que noves organitzacions entrin a l'MLP ja és una realitat. Acció Escolta de Catalunya es constitueix com la proposta d'escoltisme del Moviment Laic i Progressista. A la trobada de l'MLP de 2006, Cooperacció, ONG de cooperació internacional que es defineix històricament com a laica i progressista, i amb la qual l'MLP ja tenia una relació estable des de feia anys, decideix ingressar com a membre observador, per ser ratificada la seva entrada a la trobada de 2007. L'assemblea general del 2008 acorda impulsar la creació d'una proposta laica per a ateneus, culminant així el projecte associatiu iniciat amb la infància i la joventut. A la Trobada general d'aquell mateix any, a Sant Feliu de Llobregat, es constitueix Ateneus Laics i Progressistes, que esdevé entitat membre a l'Assemblea general del 2009. El 2011, Entorn sccl es fusiona amb 6Tell sccl. La nova cooperativa resultant pren el nom d'Encís sccl. El 2012, s'incorpora la secció catalana de la Joventut Europea Federalista i el 2013, la Xarxa d'Entitats d'Acció Social i Comunitària.